# Siphonophora albiceps
Siphonophora albiceps är en mångfotingart som beskrevs av Loomis 1970. Siphonophora albiceps ingår i släktet Siphonophora och familjen Siphonophoridae. Inga underarter finns listade i Catalogue of Life.